# Wilson Fre
Wilson Manuel Fre Durán (* 2. August 1965 in Coquimbo) ist ein ehemaliger chilenischer Fußballspieler, der als Stürmer eingesetzt wurde.

## Karriere
Wilson Fre debütierte 1985 bei Deportes La Serena und stieg mit dem Team 1987 in die Primera División auf. Weitere Stationen des Offensivakteurs in der ersten Liga waren die Santiago Wanderers, Fernández Vial, Coquimbo Unido (lief aber nur in der Copa Chile auf) und Regional Atacama. Zudem spielte er in der zweiten Liga für mehrere Vereine, zuletzt 2000 für Deportes Linares. Insgesamt wurde er drei Mal Meister der Primera B.
Im Februar 2021 wurde er als neuer Trainer der Frauenmannschaft von Deportes La Serena vorgestellt.

## Erfolge
Deportes La Serena
- Chilenischer Zweitligameister: 1987, 1996

Cobresal
- Chilenischer Zweitligameister: 1998